# Нативидади (Токантинс)

Нативидади на карте штата.

Нативидади (порт. Natividade) — муниципалитет в Бразилии, входит в штат Токантинс. Составная часть мезорегиона Восточный Токантинс. Входит в экономико-статистический микрорегион Дианополис. Население составляет  9 000 человек на 2010 год. Занимает площадь 3 240,715 км². Плотность населения — 2,78 чел./км².

## Демография
Согласно сведениям, собранным в ходе переписи 2010 г. Национальным институтом географии и статистики (IBGE), население муниципалитета составляет:
| Полное население                               | Полное население                               | Полное население                               | Полное население                               | 9 000 |
| ---------------------------------------------- | ---------------------------------------------- | ---------------------------------------------- | ---------------------------------------------- | ----- |
| в том числе:                                   | Городское население                            | 7 195                                          | Процент городского населения, %                | 79,94 |
|                                                | Сельское население                             | 1 805                                          | Процент сельского населения, %                 | 20,06 |
|                                                | Мужское население                              | 4 596                                          | Процент мужского населения, %                  | 51,07 |
|                                                | Женское население                              | 4 404                                          | Процент женского населения, %                  | 48,93 |
| Плотность населения, чел/км²                   | Плотность населения, чел/км²                   | Плотность населения, чел/км²                   | Плотность населения, чел/км²                   | 2,78  |
| Население муниципалитета в % к населению штата | Население муниципалитета в % к населению штата | Население муниципалитета в % к населению штата | Население муниципалитета в % к населению штата | 0,65  |

По данным оценки 2016 года население муниципалитета — 9 291 житель.

## История
Город основан в 1734 году.

## Статистика
- Валовой внутренний продукт на 2003 составляет 18.361.090,00 реалов (данные: Бразильский институт географии и статистики).
- Валовой внутренний продукт на душу населения на 2003 составляет 1.963,33 реалов (данные: Бразильский институт географии и статистики).
- Индекс развития человеческого потенциала на 2000 составляет 0,669 (данные: Программа развития ООН).

## Важнейшие населенные пункты
| № | Населённый пункт | Населённый пункт (порт.) | Категория | Население чел. (2010) | На карте                        |
| - | ---------------- | ------------------------ | --------- | --------------------- | ------------------------------- |
| 1 | Нативидади       | Natividade               | город     | 6889                  | 11°42′26″ ю. ш. 47°43′39″ з. д. |
| 2 | Принсипи         | Príncipe                 | поселок   | 306                   | 11°56′19″ ю. ш. 47°36′55″ з. д. |
| 3 | Бонфин           | Bonfim                   | поселок   | 161                   | 11°49′47″ ю. ш. 47°36′52″ з. д. |
| 4 | Жакуба           | Jacuba                   |           | 98                    | 11°40′31″ ю. ш. 47°43′06″ з. д. |